# Eudule nigrata
Eudule nigrata là một loài bướm đêm trong họ Geometridae.